# Velencei-sziget
A Velencei-sziget (korábban Úttörő-sziget) egy mesterséges sziget a Velencei-tóban. A tó keleti részén, Velence közigazgatási területén fekszik.
A sziget a Velencei-tó mederszabályozása során jött létre: a meder 1977–1978. évi kotrása során felgyűlt kotrási iszapból alakították ki a Cserepes-szigettel együtt.